# Tupale
Tupale (em cirílico: Тупале) é uma vila da Sérvia localizada no município de Medveđa, pertencente ao distrito de Jablanica, na região de Goljak. A sua população era de 69 habitantes segundo o censo de 2011.

## Demografia
| 1948 | 1953  | 1961  | 1971  | 1981  | 1991 | 2002 | 2011 |
| ---- | ----- | ----- | ----- | ----- | ---- | ---- | ---- |
| 993  | 1 118 | 1 145 | 1 125 | 1 193 | 943  | 725  | 69   |